# حداب (كحلان عفار)

تعديل مصدري - تعديل

حداب هي إحدى قرى عزلة كحلان بمديرية كحلان عفار التابعة لمحافظة حجة، بلغ تعداد سكانها 69 نسمة حسب تعداد اليمن لعام 2004.